# André Kertész

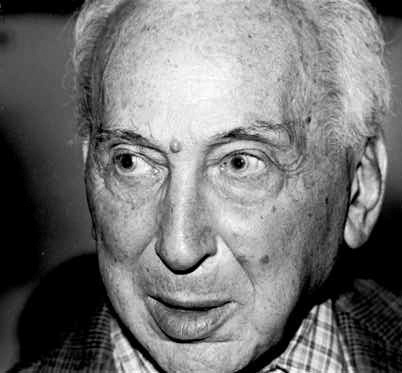
André Kertész, New York 1982

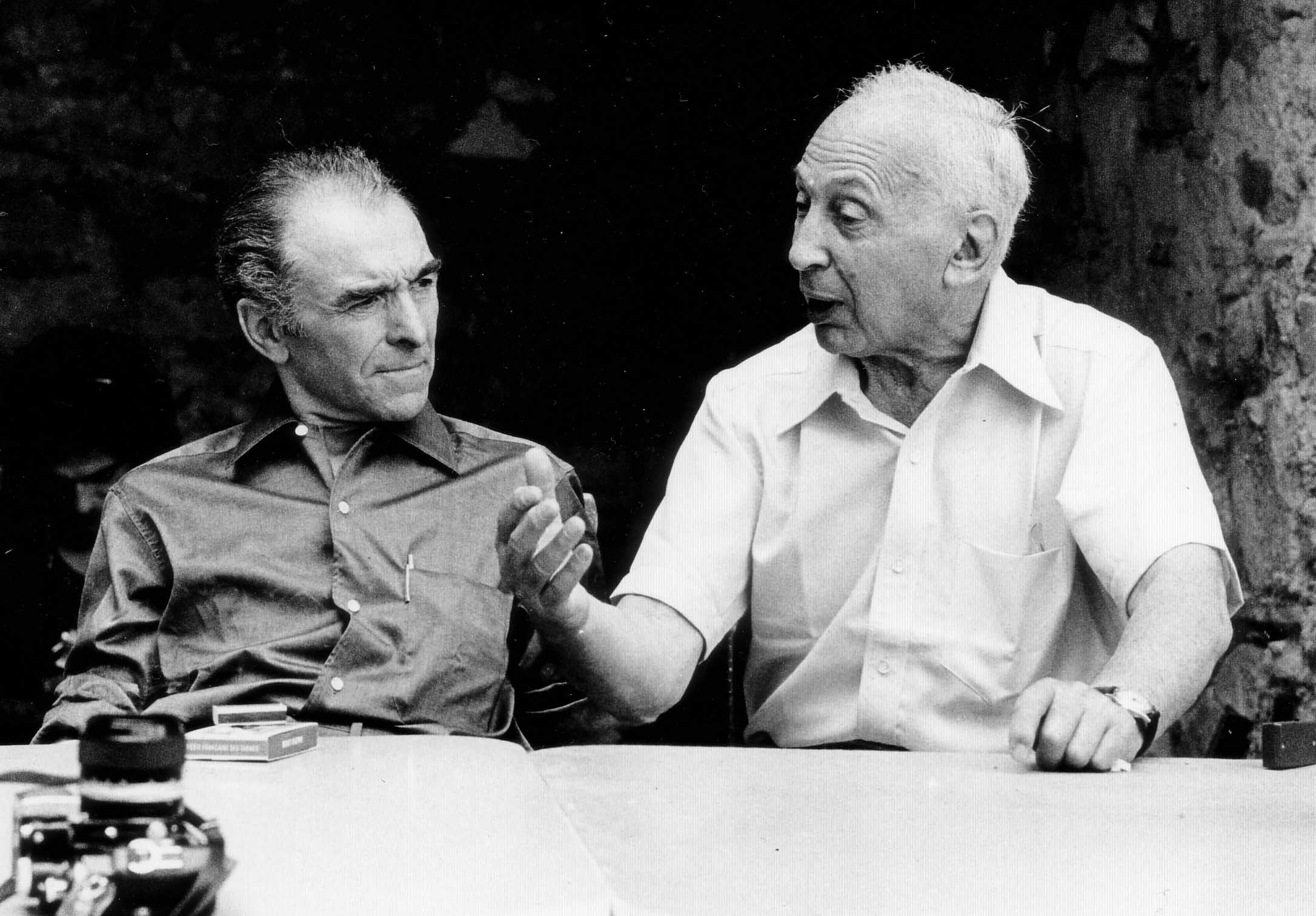
Kertész (rechts) und Robert Doisneau 1975 in Arles, Südfrankreich

André Kertész (* 2. Juli 1894 in Budapest, Österreich-Ungarn, als Andor Kertész; † 27. oder 28. September 1985 in New York City) war ein aus Ungarn stammender Fotograf, der mehrere Jahrzehnte lang in der künstlerischen Fotografie als stilbildend galt. In seiner Arbeit werden heute die Perioden Ungarn (ab 1912), Paris (ab 1926) und New York (ab 1936) unterschieden.

## Leben

### Ungarn
Der in Budapest als Sohn des jüdischen Buchhändlers Lipót Kertész und seiner Frau Ernesztin, geb. Hoffmann, geborene mittlere von drei Söhnen, „Bandi“ genannt, sollte auf Wunsch seines Vaters ins Bankgeschäft einsteigen. Er absolvierte bis 1912 die Handelsakademie und begann, an der Börse zu arbeiten. 1912 erwarb er seine erste Kamera, eine ICA-4,5 × 6 Box. Im Ersten Weltkrieg diente er von 1914 bis 1918 und dokumentierte mit einer Tenax-4,5-x-6-cm-Kamera das Kriegsgeschehen. 1916 gewann er den ersten Preis für ein Selbstporträt und 1917 erschienen seine ersten Fotos in der Zeitschrift Érdekes Újság. 1918 ging der allergrößte Teil seiner Negative (damals auf Glas) und Abzüge verloren.

### Paris
1925 zog er nach Paris und begann, für Illustrierte zu fotografieren. Seine Arbeiten erschienen unter anderen in der Frankfurter Illustrierten, der London Times und der Berliner Illustrirten Zeitung. 1927 zeigte er erstmals seine Bilder in einer Einzelausstellung in der Galerie Au Sacre du Printemps in Paris. Von den Einnahmen kaufte er sich seine erste Leica. 1928 lernte er Brassaï kennen, der ihn einige Zeit lang bei seinen Reportagen unterstützte. Er heiratete im gleichen Jahr die Malerin und Fotografin Rogi André, von der er sich 1932 wieder scheiden ließ. Ebenfalls 1928 nahm er, zusammen unter anderen mit Man Ray und Nadar, am Salon de l'Escalier, dem Premier Salon Indépendant de Photographie im Théâtre des Champs-Élysées teil und nahm seine Tätigkeit für das von Lucien Vogel (1886–1954) neu gegründete Fotomagazin VU auf. 1929 erwarben die Staatliche Museen und die Kunstbibliothek in Berlin und das König-Albert-Museum in Zwickau erste Arbeiten des Fotografen.

### New York
1936 wanderte Kertész in die Vereinigten Staaten aus und arbeitete fortan für Magazine wie Vogue oder Harper’s Bazaar. 1944 wurde er eingebürgert. Nachdem die US-Truppen Frankreich befreit hatten, versuchte er, seine Negative aus Paris in die USA zu überführen, aber wie schon nach dem Ersten Weltkrieg war ein Großteil seiner Negative zerstört. Von 1949 bis 1962 arbeitete Kertész fast ausschließlich für Produkte aus dem Condé-Nast-Verlag in New York City. Nach schwerer Krankheit beendete er 1962 sein festes Engagement, blieb aber bis kurz vor seinem Tod künstlerisch tätig.
Kertész wurde später mit zahlreichen Ehrungen bedacht. Unter anderem erhielt er die Ehrendoktorwürde des Royal College of Art und wurde 1983 Mitglied der Ehrenlegion.

## Werk
In der Aktfotografie der 1920er Jahre ging er mit seinen berühmten Distortions (Verzerrungen) eigenwillige Wege, indem er seine Modelle mit Hilfe von Zerrspiegeln in frappierenden (und damals oft wenig geschätzten) Ansichten fotografierte.
Wegweisend war auch seine Sachfotografie, beispielsweise Mondrians Brille oder Die Gabel, die gerade wegen ihrer klaren Einfachheit zu Ikonen der Fotografiegeschichte geworden sind. Nicht weniger bekannt sind viele Ansichten des Paris der Vorkriegszeit und des damaligen Lebens auf der Straße. 
Immer in Schwarzweiß hat er grafisch markante und oft überraschende Ansichten alltäglicher Situationen hervorgebracht, seien es senkrecht von oben aufgenommene Personen mit langen Schatten, Spuren von Fahrzeugen im frisch gefallenen Schnee oder ein kunstvoll ins Bild gesetzter Bordstein mit Schneeresten, den niemand eines Fotos für würdig erachten würde. Als sein erstes erhaltenes Werk gilt das Bild eines schlafenden Jungen.

## Ausstellungen
- André Kertész. Retrospektive auf Kertész Gesamtwerk im Fotomuseum Winterthur vom 26. Februar bis 15. Mai 2011[3]
- André Kertész. Fotografien. im Martin-Gropius-Bau in Berlin vom 11. Juni bis 11. September 2011[4]